# 池河镇 (石泉县)
池河镇，是中华人民共和国陕西省安康市石泉县下辖的一个乡镇级行政单位。

## 行政区划
池河镇下辖以下地区：
池河集镇社区、新棉村、双红村、顺风村、明星村、新兴村、草庙村、踊跃村、五艾村、青山村、良田村、谭家湾村、双营村、力建村、柏安村、河心村、桂花村、碾盘村、合一村和大阳村。